# Alacsony szintű lézerterápia
A magyar orvosi gyakorlatban és köznyelvben a lágylézer-terápia néven ismert módszer a nemzetközi gyakorlatban alacsony intenzitású lézerterápia (LLLT), hideglézerterápia, fotobiomoduláció (PBM) vagy ritkábban vörös fényterápia néven ismert. Ez olyan terápiás mód, amely fénykibocsátó dióda által kibocsátott fénysugarat irányít a test adott felületére. Míg a lézergyógyászatban nagy teljesítményű lézereket használnak szövetek vágására vagy elpusztítására, azt állítják, hogy az alacsony teljesítményű lágylézerek alkalmazása enyhíti a fájdalmat, serkenti és javítja a sejtműködést. Úgy tűnik, hogy a hatások egy-egy meghatározott hullámhossz-tartományra korlátozódnak. Számos ilyen eszközt engedélyez Az Egyesült Államok Élelmiszer- és Gyógyszerügyi Hivatala (FDA), és a kutatások számos egészségügyi probléma, köztük a reumatoid artritisz és a szájnyálkahártya-gyulladás kezelésének lehetőségét mutatják. Az Európai Unióban olyan lágylézer készülékek forgalmazhatók egészségügy alkalmazási céllal, melyek megfelelnek a vonatkozó orvostechnikai eszköz szabályozásnak.

## Hatásmechanizmus
A lágylézer hatásmechanizmusának tisztázása még jelenleg is folyamatban van. 
A lágylézer készülék elektromágneses sugárzást bocsát ki. A testbe hatoló fényt kémiai molekulák "nyelik el". Ez szükséges ahhoz, hogy a bonyolult fotokémiai átalakítási reakció végbemenjen. A jelen álláspont szerint a lágylézer terápia során a citokróm c oxidáz nevű enzim ez az "elnyelő" kémiai molekula, amely részt vesz a mitokondriumokban lévő elektrontranszportláncban. Az energia felhasználásával regenerációs anyagok bejutnak a sejtbe és a késztermékek, továbbá a gyógyulást akadályozó bomlástermékek (toxinok, stb.) kijutnak.
A lágylézer foto-biostimulációs hatás eredménye a sejtek mitokondriumanak serkentése. Fokozódik az ATP, kollagén és fehérje termelés, mely a test öngyógyító folyamatait támogatja. 
A lézersugár fokozza a test saját fájdalomcsillapító anyagainak (úgynevezett endorfinok) felszabadulását is, ami a fájdalom csökkenését eredményezi.
Úgy tűnik, hogy a lágylézer hatások csak meghatározott hullámhosszúságú fény tartományokra korlátozódnak. Az ezen kívüli tartományok nem tűnnek hatékonynak. 
Leggyakoribb hullámhosszak: 660 nanométer (látható, vörös) és 808 nanométer (szemmel nem látható, infravörös). 

## Orvosi felhasználás
Különféle lágylézer készülékeket népszerűsítenek számos mozgásszervi állapot kezelésére, beleértve a kéztőalagút-szindrómát (CTS), a fibromyalgiát, az osteoarthritist és a reumatoid artritiszt. A temporomandibularis ízületi betegségek, a sebgyógyulás, a dohányzás abbahagyása és a tuberkulózis miatt is népszerűsítették őket. Úgy tűnik, hogy az LLLT hatékony a szájnyálkahártya-gyulladás megelőzésében a kemoterápiával végzett őssejt-transzplantációban részesülőknél. Más területeken az LLLT-re vonatkozó bizonyítékok továbbra is ellentmondásosak. Egyes tanulmányok arra utalnak, hogy az LLLT szerényen hatékony lehet a rövid távú fájdalom enyhítésében reumatoid artritisz, osteoarthritis, krónikus deréktáji fájdalom, akut és krónikus nyaki fájdalom, tendinopathia, [7] és krónikus ízületi betegségek. Nem világos, hogy az LLLT hasznos a fogászatban és a sebgyógyulás kezelésében.

### Állatorvosi felhasználás
Az állatorvosi gyakorlatban a lágylézer eszközöket számos betegség kezelésére használják kutyákon, macskákon és lovakon egyaránt. Az alkalmazás az ízületi gyulladástól a sebekig terjed. Egyelőre kevés kutatást végeztek ennek a kezelésnek az állatokra gyakorolt hatásairól. Brennen McKenzie, az Evidence-Based Veterinary Medicine Association (Evidence-Based Veterinary Medicine Association) elnöke kijelentette, hogy "kutyákban és macskákban a lágylézerrel kapcsolatos kutatások ritkák és általában rossz minőségűek. A legtöbb tanulmány kicsi, és minimális vagy bizonytalan kontrollt tartalmaz az elfogultság és a hiba tekintetében". Bár megengedi, hogy egyes tanulmányok ígéretes eredményeket mutatnak, arról számol be, hogy mások nem. Miközben úgy véli, hogy elegendő bizonyíték áll rendelkezésre a további tanulmányozáshoz, arra a következtetésre jutott, hogy nincs elegendő bizonyíték a lágylézer állatokon történő rutinszerű klinikai alkalmazására.

## Fordítás
Ez a szócikk részben vagy egészben  a   Low-level laser therapy című angol Wikipédia-szócikk ezen változatának fordításán alapul.  Az eredeti cikk szerkesztőit annak laptörténete sorolja fel. Ez a jelzés csupán a megfogalmazás eredetét és a szerzői jogokat jelzi, nem szolgál a cikkben szereplő információk forrásmegjelöléseként.